# Синицеві
Сини́цеві (Paridae) — родина лісових птахів ряду горобцеподібних (Passeriformes). Широко поширені в Євразії та на прилеглих островах, в Африці та невеликою кількістю видів представлені в Північній Америці.

## Зовнішній вигляд
Родина об'єднує птахів, подібних як за зовнішнім виглядом, так і за способом життя. Сюди належать дрібні птахи: довжина тіла у них 100−170 мм, вага − 7−23 г. Дзьоб у синиць короткий, конусоподібний, зверху дещо заокруглений, з боків сплюснутий. Ніздрі прикриті коротким твердим щетинковидним пір'ям. Ноги сильні та товсті, з міцними пальцями та сильно загнутими кігтями, добре пристосованими для лазання по гілкам дерев. Крила порівняно короткі та тупі, мають 10 першорядних махових. Хвіст досить короткий, рівний або з невеликою вирізкою. Оперення густе та м'яке. Самці та самки забарвлені подібно. Молоді птахи відрізняються від старих лише блідішими тонами забарвлення. Линяння майже у всіх видів родини один раз на рік.

## Спосіб життя
Синицеві − рухливі птахи, які живляться переважно комахами, яких збирають у кронах дерев та у кущах підліску. При цьому багато видів родини добувають собі корм під корою, роздовбуючи її подібно до дятлів. Восени нерідко збираються у зграї, об'єднуючись з іншими видами синиць, з дятлами та повзиками.
Синиці роблять закриті гнізда, які розміщують їх зазвичай у дуплах дерев, рідше − між гілками та сучками гнізд хижих птахів, у норах, щілинах скель та інших укриттях. У кладці від 4−6 до 14−16 яєць білого кольору з червонувато-коричневими крапками. У більшості видів, принаймні у центральних та південних частинах ареалу, дві кладки на рік. Приступають до гніздування синиці рано, нерідко коли у лісі ще лежить сніг.
Синиці живляться майже виключно комахами, головним чином шкідниками лісів, парків та садів. Тому у більшості країн їх охороняють. Для приваблювання синиць на гніздування розвішують закриті гніздівлі та залишають у насадженнях дерева з дуплами.
Більшість видів веде осілий спосіб життя, деякі види перелітні.

## Систематика

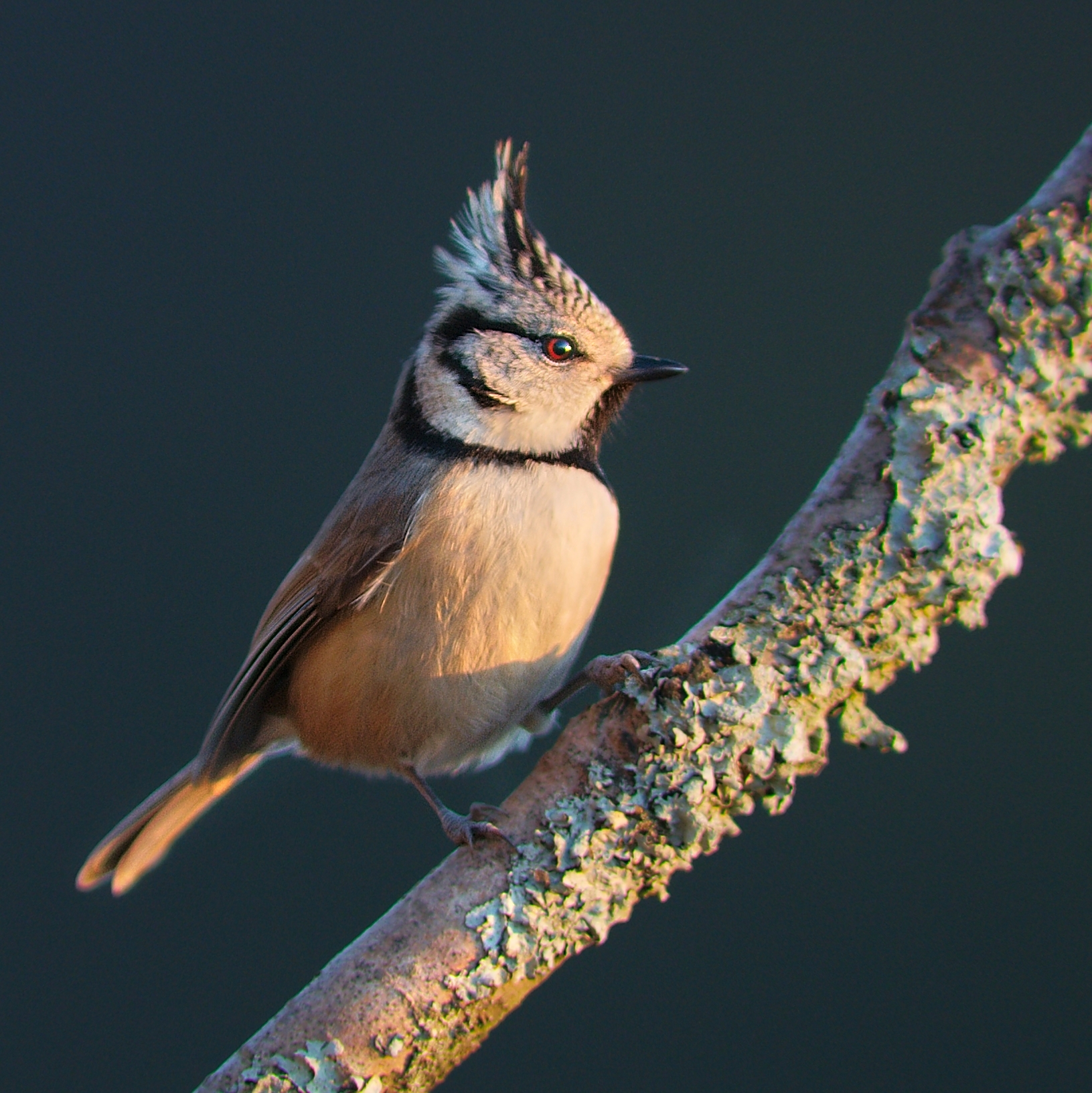
Синиця чубата

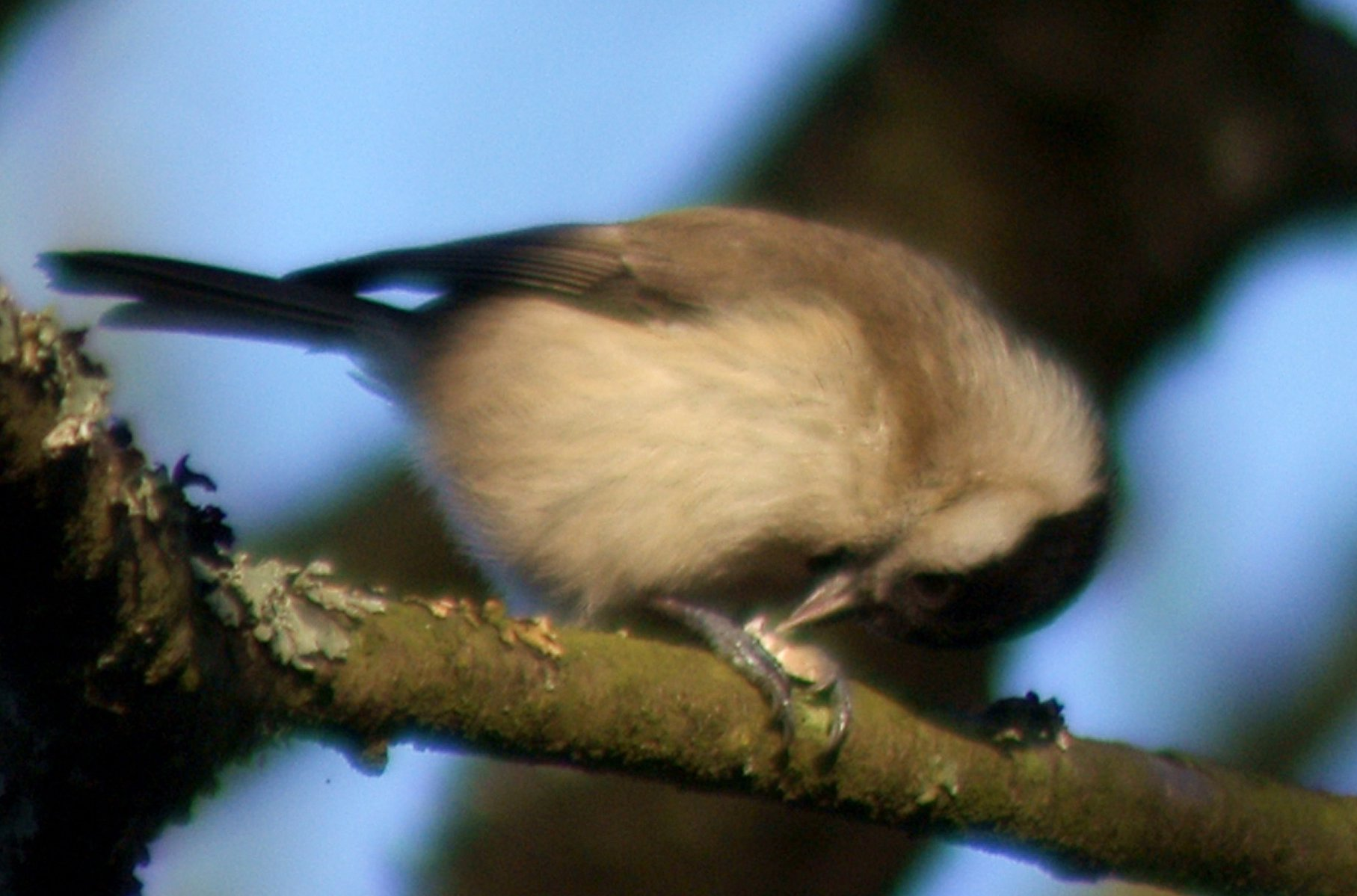
Гаїчка болотяна

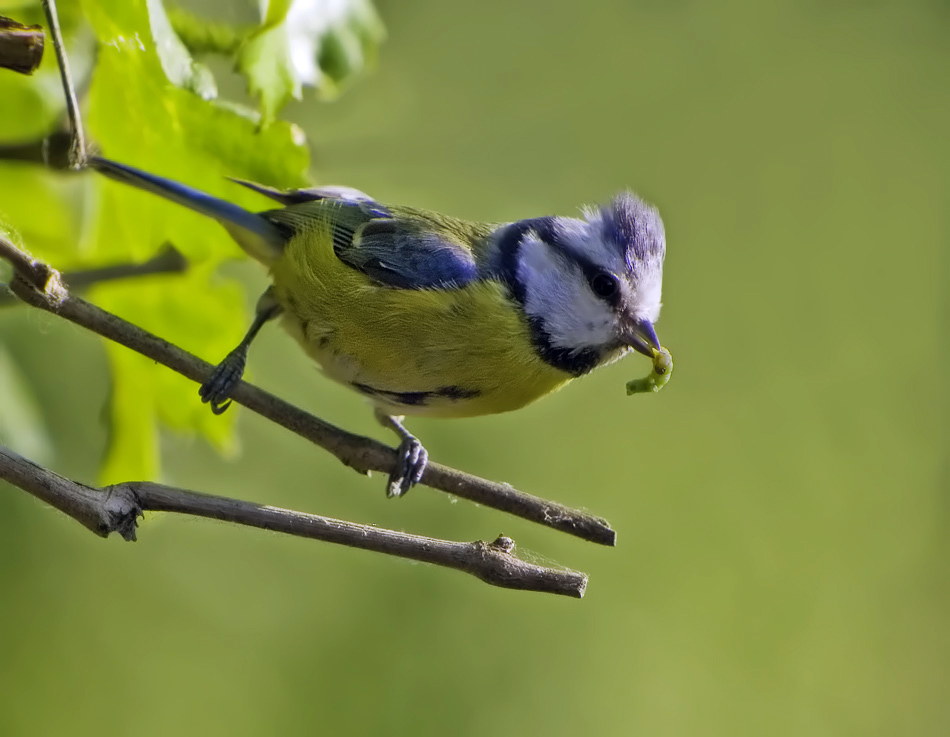
Синиця блакитна

Родина об'єднує 56—65 видів, що належать, залежно від класифікації, до 5−11 родів:
- Вогнистоголовий ремез (Cephalopyrus) — раніше відносили до золотомушкових
- Оливкова синиця (Sylviparus)
- Золоточуба синиця (Melanochlora)
- Мала синиця (Periparus) — раніше відносили до роду Синиця (Parus)
- Pardaliparus — раніше відносили до роду Синиця (Parus)
- Чубата синиця (Lophophanes) — раніше відносили до роду Синиця (Parus)
- Американська синиця (Baeolophus) — раніше відносили до роду Синиця (Parus)
- Sittiparus — раніше відносили до роду Синиця (Parus)
- Гаїчка (Poecile) — раніше відносили до роду Синиця (Parus)
- Блакитна синиця (Cyanistes) — раніше відносили до роду Синиця (Parus)
- Довгодзьоба синиця (Pseudopodoces) — лише нещодавно був перенесений з родини Воронових (Corvidae)
- Синиця (Parus)
- Machlolophus — раніше відносили до роду Синиця (Parus)
- Melaniparus — раніше відносили до роду Синиця (Parus)

Раніше до синицевих відносили рід Ремез (Remiz), але зараз його відносять до окремої родини ремезових (Remizidae)
В Україні зустрічається 8 видів:
- Синиця велика (Parus major L.)
- Синиця чорна (Parus ater)
- Синиця блакитна (Cyanistes caeruleus L.)
- Синиця біла (Cyanistes cyanus L.)
- Синиця чубата (Lophophanes cristatus L.)
- Гаїчка болотяна (Poecile palustris L.)
- Гаїчка-пухляк (Poecile montanus)
- Ремез (Remiz pendulinus)